# Signatura Apostòlica
El Tribunal de la Signatura Apostòlica és un dels tres Tribunals de la Cúria Romana i l'autoritat judicial suprema de l'Església Catòlica després del mateix Papa, que en els assumptes de l'Església Catòlica és el jutge suprem. També supervisa l'administració de justícia de l'Església. Es compon de cardenals nomenats pel Papa entre els que n'hi ha un que assumeix les funcions de prefecte, un secretari i un sotssecretari. La primera de les seves dues seccions actua com un tribunal de cassació i la segona atén els recursos contra les decisions dels dicasteris si es considera que han violat alguna llei.